# Beri i begi
Beri i begi (in russo бери и беги?) è un singolo della cantante russa Zivert, pubblicato il 13 ottobre 2023 come primo estratto dal terzo album in studio V mire vesëlych.
È stato candidato per due riconoscimenti ai premi di RU.TV e per quello al miglior video alla gala organizzata da Muz-TV.

## Video musicale
Il video musicale, diretto da Aleksej Kuprijanov, è stato reso disponibile in concomitanza con l'uscita del brano attraverso il canale YouTube dell'artista.

## Tracce
Testi e musiche di Julija Dmitrievna Zivert, Bogdan Dmitrievič Leonovič e Arkadijs Kotkovs.
1. Beri i begi – 3:31

## Formazione
- Zivert – voce
- Bo – produzione
- Arkadijs Kotkovs – produzione

## Classifiche

### Classifiche settimanali
| Classifica (2023-24) | Posizione massima |
| -------------------- | ----------------- |
| Bielorussia          | 48                |
| Estonia              | 13                |
| Kazakistan           | 4                 |
| Moldavia             | 104               |
| Russia               | 4                 |

### Classifiche di fine anno
| Classifica (2023) | Posizione |
| ----------------- | --------- |
| Estonia           | 172       |
| Russia            | 108       |
| Classifica (2024) | Posizione |
| Bielorussia       | 103       |
| Kazakistan        | 6         |
| Russia            | 13        |

### Classifiche di fine decennio
| Classifica (2020-29) | Posizione |
| -------------------- | --------- |
| Russia               | 156       |